# Carlo Furno
Carlo Furno, italijanski rimskokatoliški duhovnik, škof in kardinal, * 2. december 1921, Bairo Canavese, † 9. december 2015, Rim.

## Življenjepis
25. junija 1944 je prejel duhovniško posvečenje.
1. avgusta 1973 je bil imenovan za naslovnega nadškofa Abarija in za apostolskega nuncija v Peruju; 16. septembra istega leta je prejel škofovsko posvečenje.
Pozneje je prevzel še tri druga mesta apostolskega nuncija: v Libanonu (25. novembra 1978), v Braziliji (21. avgusta 1982) in v Italiji (15. aprila 1992).
26. novembra 1994 je bil povzdignjen v kardinala in imenovan za kardinal-diakona S. Cuore di Cristo Re.
24. februarja 2005 je postal kardinal-duhovnika S. Cuore di Cristo Re in 10. maja 2006 kardinal-duhovnik S. Onofrio.

## SKlici
1. 1 2  Find a Grave — 1996.